# Universidad de León Ademar
El Universidad de León Ademar es el equipo filial del Ademar León que disputa la Primera División Nacional. Además es el equipo representativo de la Universidad de León gracias a un acuerdo por el cual la ULE corre con gran parte de los gastos del equipo y los jugadores pertenecientes todos ellos al Abanca Ademar León representarán a la Universidad en los Campeonatos de España Universitarios de balonmano en categoría Masculina.